# Carmine Coppola (compositore)
Carmine Valentino Coppola (New York, 11 giugno 1910 – Los Angeles, 26 aprile 1991) è stato un compositore, direttore d'orchestra e flautista statunitense, padre del regista Francis Ford Coppola e dell'attrice Talia Shire.

## Biografia
Nato da famiglia di origine italiana (più precisamente di Bernalda, in provincia di Matera), da Agostino Coppola e Maria Zasa, ha contribuito a molti dei pezzi musicali nel Padrino - Parte II e Apocalypse Now. Inoltre è stato il primo flauto nell'orchestra di Arturo Toscanini.

## Vita privata
Sposato con Italia Pennino, ha avuto tre figli: August Coppola, Francis Ford Coppola e Talia Shire.
Alla sua morte, suo nipote Robert Schwartzman, leader della band Rooney, ha aggiunto il nome Carmine al proprio in suo onore.